# فاپ

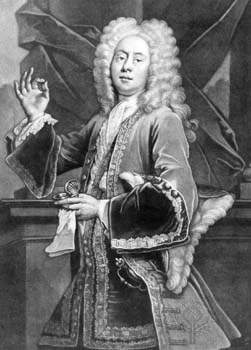
Colley Cibber به عنوان ارباب احمقستان در The Relapse اثر
جان ونبرو

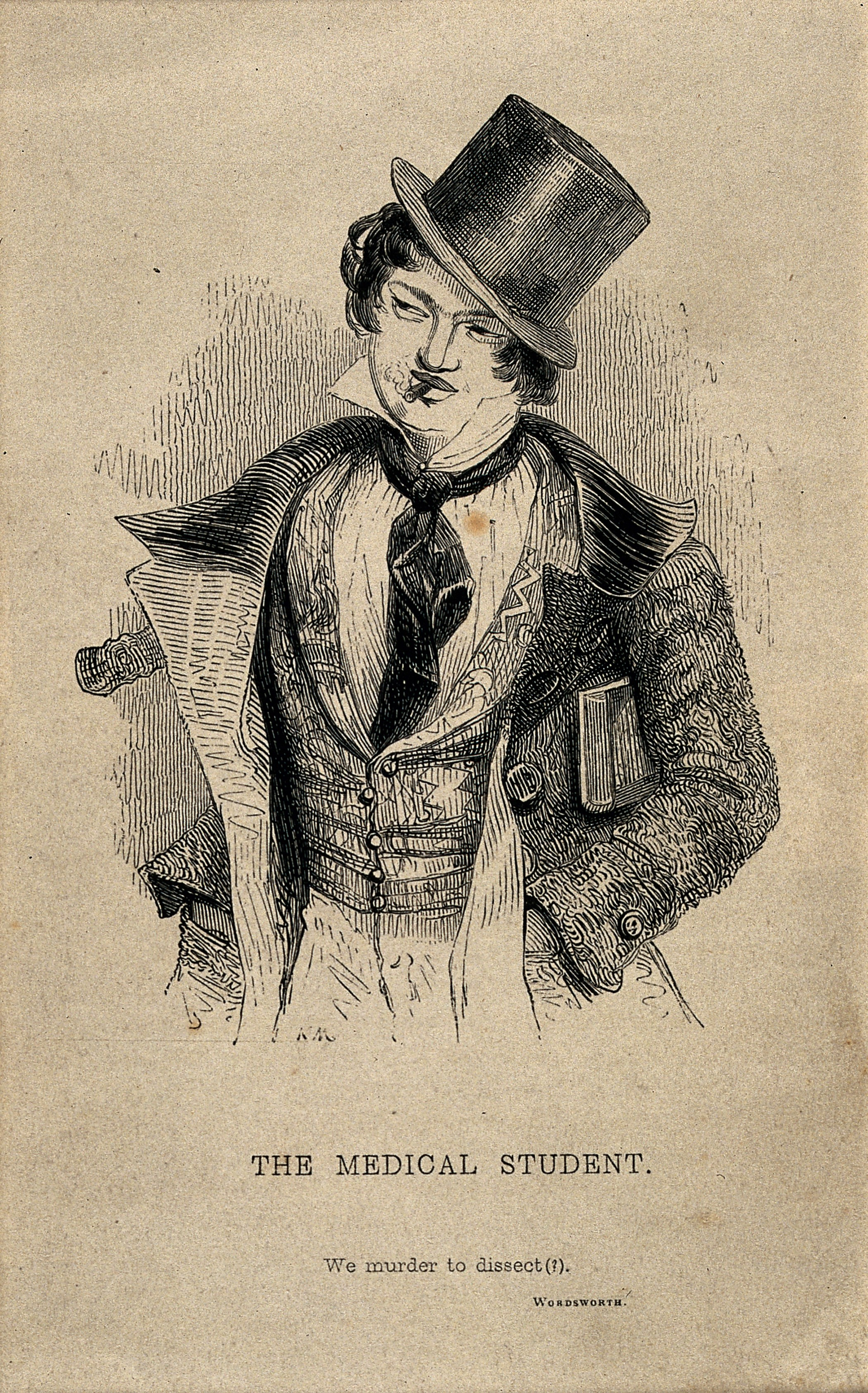
یک دانشجوی پزشکی فاپ در حال کشیدن سیگار

فاپ (به انگلیسی: Fop) یک اصطلاح تحقیرآمیز برای شخصی نادان است که بیش از حد به ظاهر و لباس‌های خود در قرن ۱۷ میلادی در انگلستان اهمیت می‌داد. برخی از واژه‌های جایگزین مشابه عبارتند از: coxcomb (به معنی "ژیگولو")، آدم سبک، حائری، دلال مد، و ابله.
احمق مدرن نیز ممکن است به یک فرد نادانی اشاره کند که بیش از حد در مورد لباس، تجملات، جزئیات کوچک، کلام لطیف و سرگرمی با فراغت خاطر نگران است. به‌طور کلی او از درگیر شدن در مکالمات، فعالیت‌ها یا افکار بدون زیبایی‌شناسی یا لذت آرمان‌گرایانه ناتوان است.

## ریشه‌یابی
کلمه "احمق (FOP)" برای اولین بار در سال ۱۴۴۰ میلادی ثبت شده و فقط برای چندین قرن به مفهوم همه نوع نادان استفاده می‌شده است؛ فرهنگ انگلیسی آکسفورد منتشر شده در سال ۱۶۷۲ میلادی اولین استفادهٔ آن را اینگونه ذکر کرده "کسی است که توجه ابلهانه و بیهوده به ظاهر، لباس، یا رفتار خود می‌کند؛ شیک پوش، حساس". یک نمونه استفاده اخیر از آن در درام بازنویسی شدهٔ طالع سرباز (The Soldier's Fortune)، است که در آن یک زن، خواستگار خود را با گفتن "برو، شما یک احمق هستید." رد می‌کند.

## در ادبیات و فرهنگ
احمق، یک شخصیت ذخیره و موجود در ادبیات انگلیسی و درام به ویژه درام کمیک، و همچنین طنز چاپی بود. او یک "مرد مدپوشی است" که بیش از حد لباس فاخر می‌پوشد، و مشتاق به بذله گویی است، و به‌طور کلی باد برتری‌طلبی در سر دارد، و ممکن است شامل اشتیاق به موقعیت اجتماعی بالاتری از آنکه دیگران دربارهٔ او فکر می‌کنند، نیز باشد. او تا حدودی ممکن است زن صفت باشد، اگرچه این صفت او بارز نیست. او همچنین ممکن است بیش از حد از مد لباس فرانسوی و کلمات فرانسه استفاده کند. یک مثال از فرانسوی ماب شدن، Sir Novelty Fashion در Love's Last Shift اثر Colley Cibber در سال ۱۶۹۶ است. شخصیت احمق در بسیاری از کمدی‌های بازگرداندی (کمدی‌هایی که بین سال‌های ۱۶۶۰ تا ۱۷۱۰ نوشته و اجرا شده است) ظاهر شده است، از جمله آقای Fopling Flutter در The Man of Mode یا Sir Fopling Flutter به سال ۱۶۷۶ اثر George Etherege، زخم زبان‌ها علیه ازدواج سیاسی در The Town Fop به سال ۱۶۷۶ منتشر شده در ۱۶۷۷ اثری از آفرا بِن، و Lord Foppington در The Relapse به سال ۱۶۹۶ که اثر جان ونبرو می‌باشد. The Relapse را، ونبرو، در حول بازیگران خاصی در Drury Lane Theatre، از جمله Colley Cibber، که نقش Lord Foppington را بازی می‌کرد، طرح‌ریزی کرد. احمق به عنوان یک "beau" ("مردیکه خیلی بزن توجه می‌کند") نیز اشاره شد، همانند کمدی‌های بازگرداندی‌ای همچون The Beaux' Stratagem سال ۱۷۰۷ توسط George Farquhar، و ،The Beau Defeated سال ۱۷۰۰ توسط Mary PIX، یا در زندگی واقعی Beau Nash، استاد مراسم در Bath، یا ریجنسی مشهور Beau Brummell. بی‌مبالاتی جنسی "beau" ("مردیکه خیلی بزن توجه دارد") ممکن است همجنس‌گرایی این مفهوم را برساند.
شاه لیرِ شکسپیر این کلمه را، در مفهوم کلی یک احمق، در خود دارد و قبل از او Thomas Nashe، در Summer's Last Will and Testament (1592، چاپ ۱۶۰۰): «ادم سبک‌مغزی، بازی ساز ما است. او، مانند یک احمق و یک الاغ باید خود را در عموم مردم یک معقولهٔ خنده ساز بسازد.» اُسریک، در هملت سروکار زیادی با رفتار تأثیر یافته از احمق دارد، و بیشتر موضوع اصلی شب دوازدهم حول محور فریب پیوریتِن Malvolio به لباس پوشیدن به عنوان یک احمق چرخید. «احمق» به عنوان یک لقب خفت‌آور در طیف گسترده‌ای از مردم در سال‌های اولیهٔ قرن ۱۸ مورد استفاده قرار گرفت. در آن زمان بسیاری از این‌ها نمی‌تواند به عنوان تیپ سبک در نظر گرفته شده باشد، و می‌تواند معنایش تیز و تندی کمتری داشته باشد.

### ادبیات فارسی
امام محمد غزالی در کتاب کیمیای سعادت خود دربارهٔ صحبت‌ها با احمق چنین آورده است که:
بدان که هر کسی صحبت و دوستی را نشاید، بلکه باید که صحبت با کسی داری که اندر وی سه خصلت بُوَد. خصلت اول عقل باشد که در صحبتِ احمق هیچ فایده نباشد و به آخر به وحشت کشد، که احمق آن وقت که خواهد که با تو نیکویی کند باشد که کاری کند ــ به احمق ــ که زیان تو در آن بُوَد و نداند؛ و گفته‌اند: «از احمق دور بودن قربت است و در روی احمق نگریستن خطیئت است.» و احمق آن بود که حقیقتِ کارها بِنَداند و چون با وی گویی فهم نکند.

## نمونه‌های مدرن
در دههٔ ۱۹۰۰، داستان‌های قهرمانی شروع به پنهان کردن فعالیت واقعیشان در موضوع احمق کردند. آقای Percy Blakeney از The Scarlet Pimpernel یک مثال شناخته شده از این تمایل است. آقای Percy تصویر یک پروانه اجتماعی بیش از حد لباس فاخر پوشیده و بیهوده را ترویج داد، آخرین حد متصور شدن فردی است که خواهان توانایی قهرمانی بی‌باکانه است. تصویر مشابه آن که هویت عمومی زورو را ترویج داد، دان دیگو د لا وگا است که با داستان عامه پسند و قهرمانان رادیویی، در دهه ۱۹۲۰ و دهه ۱۹۳۰ ادامه یافت و با آمدن کتاب‌های کمیک گسترش یافته است. در حال حاضر جنبه‌های مد و اجتماعی بودن احمق در برخی تفاسیر از هویت دوم بتمن یعنی Bruce Wayne و در شخصیت رمان American Psycho یعنی Patrick Bateman هستند.
در رمان Death in Venice 1912 اثر Thomas Mann (و همچنین اپرا اثر Benjamin Britten و فیلمی از Luchino Visconti) یک احمق به وسیلهٔ شخصیت اصلی Gustave von Aschenbach به تمسخر گرفته شد؛ در نهایت به‌طور طعنه آمیزی، Aschenbach، خود، این رفتار را بکار گرفت. برخی از "هیجانات روشن جوانان" دردهه ۱۹۲۰ قطعاً "احمق گونه" در رفتار و ظاهر بود، در حالی که به سمت اواخر دهه ۱۹۶۰، مد مردانه به‌طور قابل توجهی در سبک احمقگونه، یادگاری سست دورهٔ جرجیا و ویکتوریا شد. ستاره‌های پاپ اغلب در آنچه که می‌توان لباس احمقگونه نامید، لباس می‌پوشیدند، با آهنگ "Dedicated Follower of Fashion" (1966) اثری از باند The Kinks روح زمان خود را به خوبی تسخیر کردند. در حالیکه بسیاری از شخصیت‌های فرهنگ عامه تمایل به ظاهر احمقگونه داشتند، به عنوان مثال، Adam Adamant Lives!، تجسم ثالث از Doctor Who و Jason King، که آن‌ها تمایل داشتند که اطوار و اخلاقی مرتبط با احمق‌ها را نمایش ندهند.
احمق‌های بریتانیایی، یا Lucien Callow (با بازی Mark McKinney) و Fagan (با بازی David Koechner) در چند اپیزود Saturday Night Live در طول فصل‌های ۱۹۹۵ تا ۱۹۹۶ ظاهر شدند. اولین بار شخصیت‌ها در Weekend Update ظاهر شدند، و به همان صورت در باشگاه هواداران Norm Macdonald حضور یافتند، اما بعد از آن در چند طرح دیگر، مانند تک‌گویی ظاهر شدند. احمق‌ها در لباس اواخر دوره بازگرداندی ظاهر می‌شوند، و از حماقت در زبان، رفتار، و فرهنگ آن دوره استفاده می‌شود، و پس آیند انحرافاتی که در آن زمان شناخته شده بود کم نبودند.
در سریال محبوب Blackadder the Third، بازی Hugh Laurie در شخصیت جرج چهارم به عنوان یک احمق کودکانه محض در مقابل پیشخدمت زیرک و نیش دار خود E. Blackadder (با بازی روآن اتکینسون) به تصویر کشیده شد. جانی دپ جنبه‌های احمق را در نمایش خود از کاپیتان جک اسپارو در سریال دزدان دریایی کارائیب تکرار کرد. اگرچه لباس‌های سنتی اش که می‌توان آن را «میکروب احمق» نامید، در رفتار غلبه کرد، طوری‌که در نخستین یورش اولین فیلم، مدیران اجرایی شرکت والت دیزنی را آشفته کرد. با ایجاد یک نسل جدیدی از طرفداران احمق، تفسیری که داشت پیروز شد. هیو گرانت، بازیگر بریتانیایی، تا حدودی سبک خود نمایش داد.
در Vic Reeves Big Night Out کانال ۴، شخصیت Graham Lister به‌طور منظم به Reeveها به عنوان «احمق» اشاره دارد.
دربرنامه بریتانیاییِ نمایش واقعیت The Only Way Is Essex، شخصیت جوی اسکس می‌تواند به عنوان احمق دیده شود. در اثری از Quentin Tarantino در سال ۲۰۱۲ برده داری رزمی Django Unchained، شخصیت اصلی Jamie Foxx، هنگامی که برای اولین بار در زندگی مجاز به انتخاب لباس خود شد، یک لباس یقیناً احمقگونه را انتخاب کرد که بلافاصله لقب "Fancypants" (به معنی "شلوار تفننی") برای او به همراه داشت.
در تاریخ جهانِ Mel Brooks، در دنباله انقلاب فرانسه، یکی از دادگاه‌های پادشاه تحت عنوان "Popinjay" (به معنی "طوطی سبز رنگ با منقار و پای قرمز") مورد اشاره قرار گرفته است.

## فاپ راک
"فاپ راک" گرایش تازه و نوپاییست، که در آن نوازندگان، کلاه گیس و کراوات بندی، و لباس‌های محلی مشابه قرن هجدهمی را برتن می‌کنند، یک جنبش نوپا که به نظر می‌رسد مدیون فریبندگی راک، کی بصری (visual kei)، و نو رومانتیک است. نگرشی که در دهه ۱۹۶۰ توسط Paul Revere و Raiders پیشگام شد. آدم مورچه از آدم و مورچه‌ها این گرایش را، گهگاهی در نمایش لباسِ راهزن به‌طور استادانه‌ای برگرفت. دیگر نمونه‌های قابل توجه مواردی است که شامل، اجرای Falco آهنگ "Rock Me Amadeus "، دربارهٔ ولفگانگ آمادئوس موتسارت، آهنگ شماره یک آمار در ایالات متحده و انگلستان، و شماره دو در کانادا در سال ۱۹۸۶، گروه پاپ ژاپنی MALICE MIZER، و Upper Crust مبتنی بر باند Boston می‌باشند. اواسط دهه ۲۰۰۰ راکِ Revivalists فریبنده، White Hot Odyssey تحت تأثیر سبک لباس و کلاه گیس قرن هیجدهمی برای اجراهای زنده خود قرار گرفت. Prince، برای لباس احمق‌گونه خود در اواسط دهه ۱۹۸۰، با پیراهن موجدار، شلوار تنگ و چکمه‌های پاشنه بلند شناخته شده بود.